# 阿索里省
9°21′N 1°16′E / 9.350°N 1.267°E

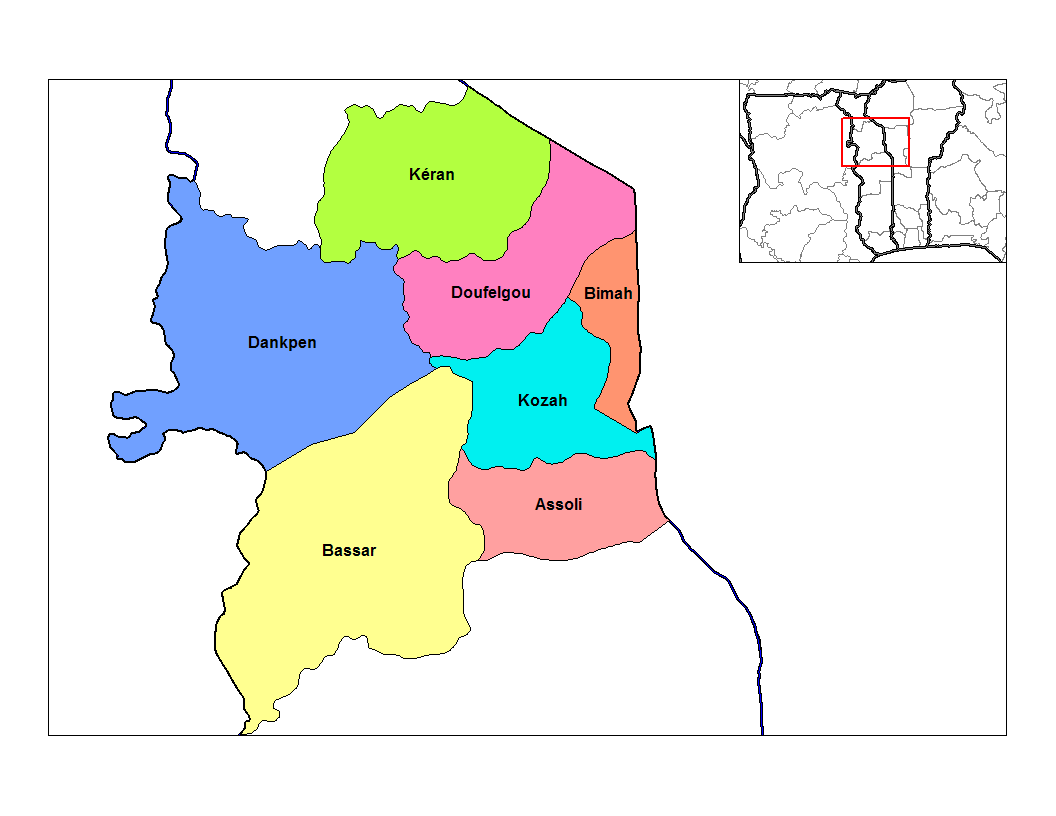

阿索里省（Assoli Prefecture），是多哥的30個省份之一，位於該國中北部，由卡拉區負責管轄，首府設於巴菲洛，面積938平方公里，2010年人口51,491，人口密度每平方公里54.9人。